# Агент провокатор
Агент провокатор (фр: agent provocateur), особа која за рачун полиције, обавјештајне службе или неке друге организације настоји, лажно представљајући свој идентитет или мотиве, потаћи неког појединца или организацију на дјеловање које би их компромитирало.
Најчешћи облик агента провокатора јест полицијски агент који се инфилтирира у неку организацију с циљем да, потичући одређене дјелатности, прикупи доказе о казненим дјелима. Поред тога, агент провокатор може бити и жртва уцјене или изнуде која је наводно пристала на уцјењивачке захтјеве, а заправо сурађује с полицијом како би прикупила доказе против уцјењивача.
Агенти провокатори, такође, могу намјерно вршити илегалне, односно насилне активности, с циљем да јавност или стране владе окрену против неког покрета или организације.

## Уобичајена употреба
Заступник агента може бити полицијски службеник или тајни агент полиције који подстиче осумњичене за извршење злочина под условима у којима се могу добити докази; или који предлаже извршење злочина другом, у нади да ће ићи заједно с сугестијом и бити осуђени за злочин.
Политичка организација или влада може користити провокате агената против политичких противника. Провокатории покушавају да подстакну противника да врши контрапродуктивна или неефикасна дела да би подстакла јавни презир или пружила изговор за агресију против противника.
Историјски гледано, шпијуни ангажовани од послодаваца са циљем да се инфилтрирају, надгледају, поремећају или подривају синдикалне активности, користе тактику агента провокатора.
Активности провокатора агената подижу етичка и правна питања. У јурисдикцијама заједничког законодавства, правни концепт подухвата може се примијенити ако је главни покретач кривичног дјела био провокатор.